# Eckelsheim
Eckelsheim ist eine Ortsgemeinde im Landkreis Alzey-Worms in Rheinland-Pfalz. Sie gehört der Verbandsgemeinde Wöllstein an.
Der Ort liegt innerhalb des Naherholungsgebietes Rheinhessische Schweiz.

## Natur und Geologie
Seit vielen Jahren ist das „Wein- und Kräuterdorf“ bekannt für seine intensive Arbeit in und für die Natur. Zahlreiche Wildkräuterveranstaltungen finden vom Frühling bis zum Herbst statt. Aus geologischer Sicht gilt der Ort seit langem als ausgesprochen interessant. Als Sensation erwies sich das vor einigen Jahren in einer Eckelsheimer Kiesgrube ausgegrabene 35 Millionen Jahre alte Brandungskliff am Steigerberg.

## Geschichte
Infolge der Koalitionskriege gehörte Eckelsheim von 1798 bis 1814 zu Frankreich, nach dem Wiener Kongress (1815) zur neugebildeten Provinz Rheinhessen des Großherzogtums Hessen(-Darmstadt), das nach der Novemberrevolution 1918 in den Volksstaat Hessen überging. Infolge des Ersten Weltkrieges 1918 kam Eckelsheim unter französische Besatzung.
Nach dem Zweiten Weltkrieg wurde Eckelsheim wieder Teil der französischen Besatzungszone. Im Mai 1947 kam die Gemeinde zum neuen Bundesland Rheinland-Pfalz.
Seit 1972 gehört Eckelsheim zur Verbandsgemeinde Wöllstein.

## Politik

### Gemeinderat
Der Gemeinderat in Eckelsheim besteht aus acht Ratsmitgliedern, die bei der Kommunalwahl am 9. Juni 2024 in einer Mehrheitswahl gewählt wurden, und dem ehrenamtlichen Ortsbürgermeister als Vorsitzendem. Bis 2014 gehörten dem Gemeinderat zwölf Ratsmitglieder an.
Die Sitzverteilung im Gemeinderat:
| Wahl | SPD               | CDU               | FWG               | Gesamt   |
| ---- | ----------------- | ----------------- | ----------------- | -------- |
| 2024 | per Mehrheitswahl | per Mehrheitswahl | per Mehrheitswahl | 8 Sitze  |
| 2019 | 3                 | –                 | 5                 | 8 Sitze  |
| 2014 | 2                 | 2                 | 4                 | 8 Sitze  |
| 2009 | 3                 | 2                 | 7                 | 12 Sitze |
| 2004 | 2                 | 4                 | 6                 | 12 Sitze |

- FWG = Freie Wählergruppe Eckelsheim e. V.

### Bürgermeister
Hermann Vogel wurde am 25. Juli 2024 Ortsbürgermeister von Eckelsheim. Bei der Direktwahl am 9. Juni 2024 war er als einziger Kandidat mit einem Stimmenanteil von 74,8 % gewählt worden und ist damit Nachfolger von Rainer Mann (FWG), der nicht mehr kandidiert hatte.
Frühere Bürgermeister waren:
- 2019–2024 Rainer Mann (FWG)[8]
- 2014–2019 Friedrich Bäder (CDU)
- 2012–2014 Udo Wilbert (FWG)
- 2009–2012 Beate Wridt (SPD)
- bis 2009 Ernst-Friedrich Schwarz (FWG)

### Wappen
| Wappen von Eckelsheim | Blasonierung: „Schrägrechts geteilt von Gold und Blau; vorne ein roter Schrägbalken belegt mit drei silbernen gestümmelten Adlern, hinten ein silbernes sechsspeichiges Rad.“ |
| Wappen von Eckelsheim | |

## Beller Kirche
Das Eckelsheimer Wahrzeichen ist die Ruine der spätgotischen Beller Kirche. Seit 1982 finden in den Sommermonaten zahlreiche kulturelle Veranstaltungen in der Ruine statt. Im Jahr 2002 wurde der historische Bellermarkt, der 1902 zuletzt stattfand, wieder rund um die Beller Kirche abgehalten.

## Weinbau
Eckelsheim ist durch den Weinbau geprägt, der in Familienbetrieben oft schon seit vielen Generationen ausgeübt wird. Beim Sommer-Inn laden Winzer, Vereine oder andere wechselweise zu Essen, Trinken und Feiern ein.

## Auszeichnungen
Eckelsheim hat 2005 im landesweiten Wettbewerb Unser Dorf hat Zukunft Platz 1 erzielt und nennt sich seitdem Golddorf. Möglich wurde das durch den jahrelangen Einsatz von vielen engagierten Menschen, die den dörflichen Charme und Charakter nicht nur erhalten, sondern gestalten und weiterentwickeln wollten.